# Jerome Clarke Hunsaker
Jerome Clarke Hunsaker (Creston (Iowa), 26 de agosto de 1886 — 10 de setembro de 1984) foi um aviador estadunidense.
Estudou na Academia Naval dos Estados Unidos e no Instituto de Tecnologia de Massachusetts.